# Laëtitia Tignolaová
Laëtitia Tignolaová, (* 25. srpna 1972 Les Sables-d'Olonne, Francie) je bývalá reprezentantka Francie v judu.

## Sportovní kariéra
Členkou francouzské reprezentace se stala již v roce 1990 a až do roku 1995 čekala na příležitost reprezentovat svou zemi na velké akci. Sezona 1995 tak pro ní byla znamenala velký impuls, který však nezvládla. V přípravě na mistrovství světa si vážně poranila krční páteř. Její místo zastoupila Marie-Claire Restouxová, která tuto příležitost využila na sto procent. Trvalo dalších pět let než se znovu objevila na velké akci. V roce 2000 se stala mistryní Evropy a nakonec přesvědčila nominační komisi aby jí upřednostnil před Restouxovou k účasti na olympijských hrách v Sydney. Jak se však později ukázalo energie vložená do nominačního boje jí nakonec chyběla na olympijském turnaji. Ve druhém kole protaktizovala zápas s nevýraznou Australankou Sullivan. Sportovní kariéru ukončila potom co nebyla nominovaná na olympijské hry v roce 2004.

## Výsledky
| Turnaj             | 1995           | 1996           | 1997           | 1998           | 1999           | 2000           | 2001           |
| Turnaj             | 23             | 24             | 25             | 26             | 27             | 28             | 29             |
| Turnaj             | pololehká váha | pololehká váha | pololehká váha | pololehká váha | pololehká váha | pololehká váha | pololehká váha |
| ------------------ | -------------- | -------------- | -------------- | -------------- | -------------- | -------------- | -------------- |
| Olympijské hry     |                | —              |                |                |                | úč.            |                |
| Mistrovství Evropy | 5.             | —              | —              | —              | —              | 1.             | 3.             |